# Fjord Førde
Le fjord Førde (en norvégien : Førdefjorden) est un fjord dans le comté de Vestland en Norvège.
Il est le plus long fjords du landskap de Sunnfjord. Il est alimenté par la Jølstra (en).

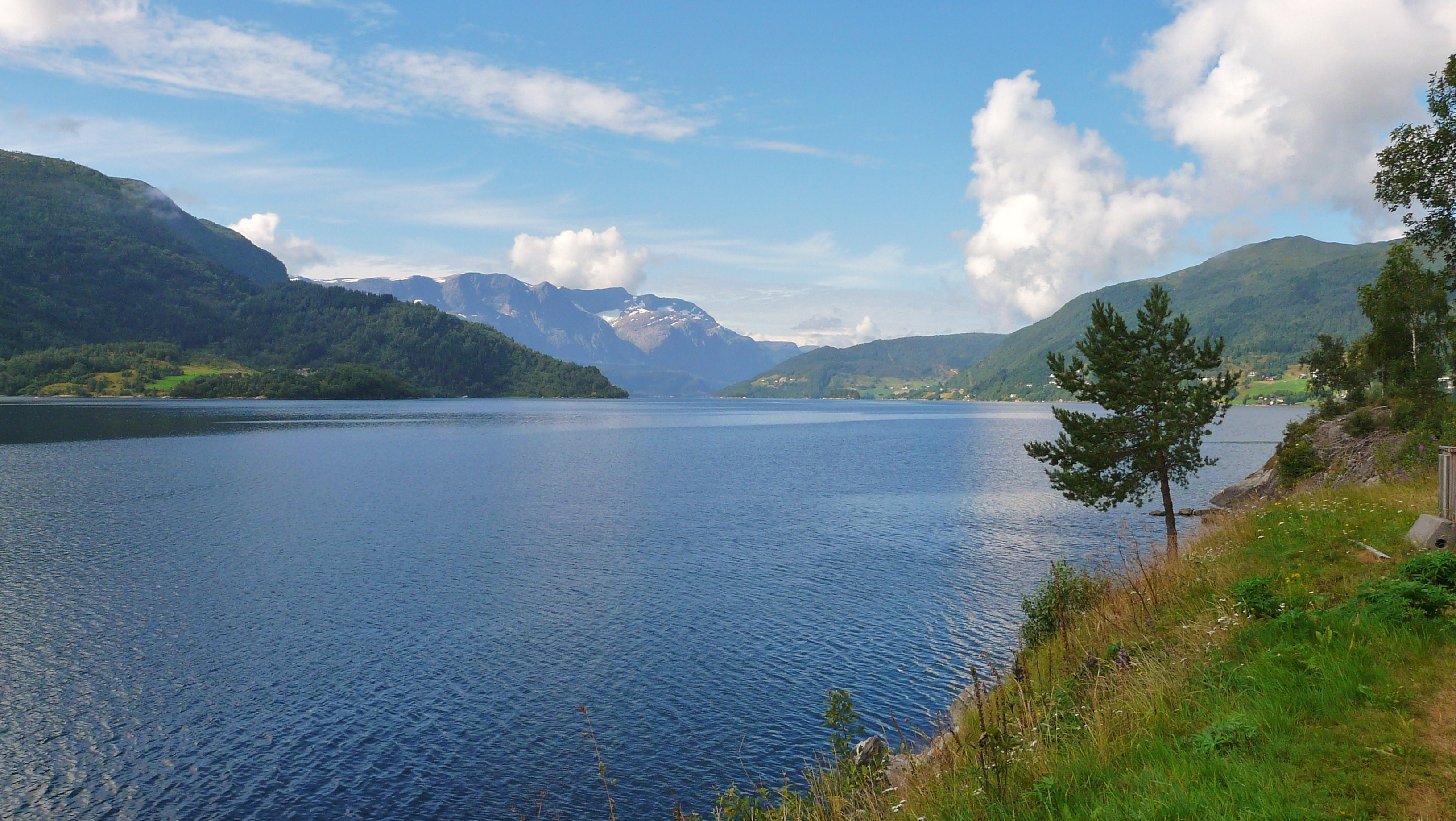
Le fjord Førde.